# Дарицкая волость
Дарицкая волость — небольшая волость в центральной части Коломенского уезда (по доекатерининскому административно-территориальному делению). Граничила с Мезынской, Раменской и Холмовской волостями того ж уезда. Центр — с. Дарищи. Одна из поздних волостей — впервые упоминается в писцовой книге Д. П. Житова 1577—1578 гг. Просуществовала до XVIII в.

## Поселения
На территории Дарицкой волости располагались следующие населенные пункты, входящие ныне в состав Коломенского района Московской области:
- Дарищи
- Кочаброво
- Новая
- Шелухово